# Les Pieds dans le vide
Pour plus de détails, voir Fiche technique et Distribution.
Les Pieds dans le vide  est un film québécois réalisé par Mariloup Wolfe sorti le 12 août 2009 mettant en scène Guillaume Lemay-Thivierge. Dans le film, il y a un saut de base jump d'un édifice en plein centre de Montréal.

## Résumé
Charles (Guillaume Lemay-Thivierge) est le propriétaire d'un centre de parachutisme. Raph (Éric Bruneau), son meilleur ami, rêve de devenir pilote d'avion. Après plusieurs tests réalisés par des professionnels, il découvre qu'il ne pourra pas réaliser son rêve  en raison d'un problème d'audition. Pour passer sa peine, il commence à être dangereux, lors de sauts de parachute, pour lui ainsi que pour les autres. Un soir alors, qu'il saute avec Manu (Laurence Lebœuf), son ex-copine et actuelle amoureuse de Charles, ils atterrissent près d'un champ d’hydroélectricité, y restent toute la nuit et sont découverts par Charles au matin. Raph sera "barré" de tous les centres de parachutisme (c'est-à-dire que personne n'acceptera de le laisser sauter) par Charles, qui ne veut surtout pas que Raph salisse l'image du sport par des actes dangereux et contraire à l'éthique sportive.
Tout au long du film, Manu vit des moments difficiles avec sa mère qui est atteinte du cancer. Manu apprend alors qu'elle est enceinte et l'annonce à Charles et à Raph, qui pourraient les deux être le père de l'enfant. Manu se rend donc dans une clinique d'avortement où elle est toutefois incapable de se faire avorter. Pendant ce temps, Charles prépare un saut en parachute spécial, il veut sauter du toit d'un édifice montréalais et ce, en toute illégalité. Raph, au courant du projet, veut participer. Lors du saut, Raph vient rejoindre Charles et un autre parachutiste sur le toit, mais Charles le force à redescendre. Finalement, faisant fi de l'objection de Charles, Raph sautera à partir d'un balcon situé quelques étages plus bas. Il réussira son atterrissage. Toutefois, Charles, surpris en voyant Raph dans les airs, ira s'écraser contre un abribus. Il demeurera paralysé des jambes. À l'hôpital, Manu et Raph vont voir Charles. Pendant ce temps, Manu va également voir sa mère, qui décède finalement.
Pour conclure, Charles retourne à son centre de parachutisme en fauteuil roulant. Manu s'assoit alors sur ses genoux et déclare qu'elle a une fringale de femme enceinte.

## Fiche technique
- Titre original : Les Pieds dans le vide
- Titre anglais ou international : Free Fall
- Réalisation : Mariloup Wolfe
- Scénario : Vincent Bolduc
- Musique : Michel Corriveau
- Direction artistique : Marc Ricard
- Costumes : Francesca Chamberland
- Maquillage : Claudette Beaudoin
- Coiffure : Corald Giroux
- Photographie : Jérôme Sabourin
- Son : Normand Lapierre, Martin Pinsonnault, Gavin Fernandes
- Montage : Yvann Thibaudeau
- Production : Claude Veillet
- Société de production : Films Vision 4
- Sociétés de distribution : TVA Films
- Budget : 4,2 millions de dollars[1]
- Pays de production :  Canada
- Langue originale : français
- Format : couleur, 35mm, format d'image 2:35
- Genre : Drame et romance
- Durée : 105 minutes
- Dates de sortie :
  - Canada : 10 août 2009  (première au cinéma Impérial à Montréal)[2]
  - Canada : 12 août 2009  (sortie en salle au Québec)
  - Canada : 8 décembre 2009  (DVD et Blu-ray)

## Distribution
- Guillaume Lemay-Thivierge : Charles
- Laurence Leboeuf : Manu
- Éric Bruneau : Rafaël (Raf)
- Vincent Bolduc : P-A
- Adam Kosh : Ludovic (Ludo)
- Andrew Shaver : Rob
- Monique Spaziani : Jeanne (mère de Manu)
- Martin Dubreuil : employé de l'autre centre
- Marilyne Lachance : « flirt » de Rafaël
- Cindy Busby : « flirt » de P-A
- Bertrand Cloutier : base jumper